# Paris–Tours 2017
Das 111. Paris–Tours 2017 war ein französisches Straßenradrennen mit Start in Brou und Ziel auf der Avenue de Grammont in Tours nach 234,5 km. Es fand am Sonntag, den 8. Oktober 2017, statt. Zudem war es Teil der UCI Europe Tour 2017 und dort in der Kategorie 1.HC eingestuft.
Sieger im Dreiersprint wurde der Italiener Matteo Trentin von Quick-Step Floors vor Søren Kragh Andersen aus Dänemark vom Team Sunweb.

## Teilnehmende Mannschaften
| WorldTeams (9)- Quick-Step Floors - Lotto-Soudal - FDJ - Team Sunweb - AG2R La Mondiale - Lotto NL-Jumbo - BMC Racing Team - Katusha-Alpecin - Dimension Data Professional Continental Teams (10)- Wanty-Groupe Gobert - Cofidis, Solutions Crédits - Sport Vlaanderen-Baloise - Verandas Willems-Crelan - WB-Veranclassic-Aqua Protect - Roompot-Nederlandse Loterij - Delko Marseille Provence KTM - Direct Énergie - Fortuneo-Oscaro - Aqua Blue Sport Continental Teams (3)- Roubaix Lille Métropole - HP BTP-Auber 93 - Armée de terre |
| |

## Strecke
Der Start erfolgte in Brou und bis etwa neun Kilometer vor dem Ziel verlief die Strecke leicht hügelig bis flach. Danach folgen nacheinander innerhalb von zwei Kilometern die Cote de Beau Soleil (85 Meter über NN/700 Meter lang/durchschnittlich 5,4 Prozent steil) und die Cote de l'Epan (84 m ü. NN/400 Meter lang/durchschnittlich 5 Prozent steil). Anschließend geht es nach einer kurzen Abfahrt flach dem Ziel entgegen in Tours.

## Rennverlauf
Wenige Kilometer nach dem Start konnten sich Michael Goolaerts (Belgien/Verandas Willems), Lawrence Naesen (Belgien/WB Veranclassic), Romain Combaud (Frankreich/Delko), Stéphane Poulhies (Frankreich/Armée de Terre) und Brian van Goethem (Niederlande/Roompot) vom Feld absetzen und sich einen Vorsprung von knapp sechs Minuten herausfahren. An der Cote de Beau Soleil waren van Goethem und Naesen als die letzten Ausreißer gestellt. 
Nach der Einholung griff in der gleichen Steigung Matteo Trentin (Italien/Quick Step) mit fünf weiteren Fahrern an. In der Cote de l`Epan verschärfte Trentin nochmals das Tempo. Dort konnten ihm nur Teamkollege Niki Terpstra (Niederlande) und Søren Kragh Andersen (Dänemark/Sunweb) folgen. Nachdem die Gruppe nicht mehr von der nächsten Gruppe eingeholt wurde, kam es zu einem Dreiersprint. Diesen gewann nach Vorarbeit seines Teamkollegen Trentin vor Kragh Andersen. Dritter wurde Terpstra. Den Sprint der nächsten Gruppe mit sieben Sekunden Rückstand gewann André Greipel (Deutschland/Lotto Soudal) und wurde Vierter.

## Rennergebnis
| \| Gesamtwertung \| Gesamtwertung \| Gesamtwertung \| Gesamtwertung \| Gesamtwertung \| \| Fahrer \| Fahrer \| Land \| Team \| Zeit \| \| ------------- \| --------------------- \| ------------- \| ------------------- \| --------------- \| \| 1. \| Matteo Trentin \| Italien \| Quick-Step Floors \| 5 h 22 min 51 s \| \| 2. \| Søren Kragh Andersen \| Dänemark \| Team Sunweb \| + 0 s \| \| 3. \| Niki Terpstra \| Niederlande \| Quick-Step Floors \| + 1 s \| \| 4. \| André Greipel \| Deutschland \| Lotto-Soudal \| + 7 s \| \| 5. \| Maximiliano Richeze \| Argentinien \| Quick-Step Floors \| + 7 s \| \| 6. \| Oliver Naesen \| Belgien \| AG2R La Mondiale \| + 7 s \| \| 7. \| Yves Lampaert \| Belgien \| Quick-Step Floors \| + 7 s \| \| 8. \| Andrea Pasqualon \| Italien \| Wanty-Groupe Gobert \| + 7 s \| \| 9. \| Mike Teunissen \| Niederlande \| Team Sunweb \| + 7 s \| \| 10. \| Jempy Drucker \| Luxemburg \| BMC Racing Team \| + 7 s \| \| 11. \| Tom Devriendt \| Belgien \| Wanty-Groupe Gobert \| + 7 s \| \| 12. \| Lorrenzo Manzin \| Frankreich \| FDJ \| + 7 s \| \| 13. \| Amund Grøndahl Jansen \| Norwegen \| LottoNL-Jumbo \| + 10 s \| \| 14. \| Olivier Le Gac \| Frankreich \| FDJ \| + 12 s \| \| 15. \| Daniel Oss \| Italien \| BMC Racing Team \| + 14 s \| \| 16. \| Silvan Dillier \| Schweiz \| BMC Racing Team \| + 22 s \| \| 17. \| Jasper De Buyst \| Belgien \| Lotto-Soudal \| + 22 s \| \| 18. \| Marc Sarreau \| Frankreich \| FDJ \| + 28 s \| \| 19. \| Dylan Groenewegen \| Niederlande \| LottoNL-Jumbo \| + 28 s \| \| 20. \| Nikolas Maes \| Belgien \| Lotto-Soudal \| + 28 s \| |                       |             |                     |                 |
| |                       |             |                     |                 |
| Quelle: ProCyclingStats |                       |             |                     |                 |
| Gesamtwertung |                       |             |                     |                 |
| Fahrer | Fahrer                | Land        | Team                | Zeit            |
| 1. | Matteo Trentin        | Italien     | Quick-Step Floors   | 5 h 22 min 51 s |
| 2. | Søren Kragh Andersen  | Dänemark    | Team Sunweb         | + 0 s           |
| 3. | Niki Terpstra         | Niederlande | Quick-Step Floors   | + 1 s           |
| 4. | André Greipel         | Deutschland | Lotto-Soudal        | + 7 s           |
| 5. | Maximiliano Richeze   | Argentinien | Quick-Step Floors   | + 7 s           |
| 6. | Oliver Naesen         | Belgien     | AG2R La Mondiale    | + 7 s           |
| 7. | Yves Lampaert         | Belgien     | Quick-Step Floors   | + 7 s           |
| 8. | Andrea Pasqualon      | Italien     | Wanty-Groupe Gobert | + 7 s           |
| 9. | Mike Teunissen        | Niederlande | Team Sunweb         | + 7 s           |
| 10. | Jempy Drucker         | Luxemburg   | BMC Racing Team     | + 7 s           |
| 11. | Tom Devriendt         | Belgien     | Wanty-Groupe Gobert | + 7 s           |
| 12. | Lorrenzo Manzin       | Frankreich  | FDJ                 | + 7 s           |
| 13. | Amund Grøndahl Jansen | Norwegen    | LottoNL-Jumbo       | + 10 s          |
| 14. | Olivier Le Gac        | Frankreich  | FDJ                 | + 12 s          |
| 15. | Daniel Oss            | Italien     | BMC Racing Team     | + 14 s          |
| 16. | Silvan Dillier        | Schweiz     | BMC Racing Team     | + 22 s          |
| 17. | Jasper De Buyst       | Belgien     | Lotto-Soudal        | + 22 s          |
| 18. | Marc Sarreau          | Frankreich  | FDJ                 | + 28 s          |
| 19. | Dylan Groenewegen     | Niederlande | LottoNL-Jumbo       | + 28 s          |
| 20. | Nikolas Maes          | Belgien     | Lotto-Soudal        | + 28 s          |